# Угон Ан-24 в Китай
Угон самолёта Ан-24 в Китай — инцидент, произошедший в четверг 19 декабря 1985 года, когда пассажирский самолёт Ан-24Б предприятия Аэрофлот был захвачен одним из его пилотов, после чего направлен в Китай. В результате данного происшествия никто не погиб.
Угонщик — второй пилот, 33-летний Шамиль Гаджи-Оглы Алимурадов (род. 15 декабря 1952 года), был позже приговорён китайским судом к 8 годам тюремного заключения, но в 1989 году экстрадирован в СССР, где в 1990 году был осуждён на 5 лет тюрьмы.

## Самолёт
Ан-24Б с заводским номером 17307407 и серийным 074-07 был выпущен Киевским авиационным заводом 24 декабря 1971 года и передан Министерству гражданской авиации. Авиалайнер получил регистрационный номер CCCP-47845 (в некоторых источниках ошибочно указан номер 42845) и направлен в Якутское управление гражданской авиации, где с 25 января 1972 года начал эксплуатироваться.

## Экипаж
Командиром экипажа был 36-летний пилот 2-го класса Вячеслав Сергеевич Абрамян. Выпускник Сасовского лётного училища, он был квалифицирован на командира Ан-2 и Ан-24, а также имел опыт работы в сельхозавиации. Вторым пилотом был 33-летний Шамиль Гаджи-Оглы Алимурадов. Вместе пилоты работали уже два месяца. Кроме них в состав экипажа входили штурман, бортмеханик и стюардесса.

## Угон
19 декабря 1985 года самолёт выполнял пассажирский рейс 101/435 по маршруту Якутск — Нерюнгри — Чита — Иркутск. На его борту находились 5 членов экипажа и 46 пассажиров (в некоторых источниках число пассажиров 38 или 44). На подходе к Чите штурман отлучился из кабины в туалет. Следом в салон вышел второй пилот Алимурадов, который вскоре вернулся в кабину и сообщил, что стюардессе требуется помощь бортмеханика. Когда бортмеханик вышел в салон, оставив пилотов в кабине одних, Алимурадов запер дверь кабины на внутренний замок, после чего достал пронесённый на борт самодельный нож и приставил его к горлу командира Абрамяна, потребовав лететь на юг в сторону Китая. С помощью специальной кнопки командир оповестил диспетчера о захвате воздушного судна, после чего попытался приземлиться на военном аэродроме. Однако опытный второй пилот быстро распознал манёвр и заставил командира корабля придерживаться нужного курса, а также через дверь предупредил бортмеханика со штурманом, чтобы те прекратили попытки проникнуть в кабину.
При подходе к советско-китайской границе командир связался с диспетчером и сообщил о ситуации, на что получил данные по настройке радиокомпаса на ближайший доступный китайский аэропорт — Цицикар. Вскоре советский авиалайнер оказался над китайской территорией. Китайские пограничные войска не стали поднимать истребители для его перехвата, но вскоре стрелка радиокомпаса несколько раз изменяла направление. По версии Абрамяна, китайские власти намеренно начали сбивать самолёт с курса и водить его по кругу в горном районе, дабы он выработал топливо и потерпел крушение. Поняв, что достичь аэропорта невозможно, пилот выбрал для аварийной посадки одно из рисовых полей. Примерно в 14:30 (по местному времени) Ан-24 приземлился в районе Ганьнаня в провинции Хэйлунцзян на северо-востоке Китая. Никто из людей на борту не пострадал, а самолёт получил лишь небольшие повреждения.

## Последствия
К 20:00 к месту посадки самолёта прибыли сотрудники местных правоохранительных органов, которые выставили вокруг самолёта охрану. После переговоров угонщика Алимурадова забрали в Харбин для допроса, а остававшимся в самолёте пассажирам и экипажу была выдана тёплая одежда (температура воздуха опускалась до −25 °C). После прибытия уполномоченного представителя СССР и спустя 29 часов после посадки пассажиры и экипаж были доставлены на автомобилях в Цицикар, а 21 декабря в Харбин, откуда спецрейсом на Ту-134 в Читу.
По результатам допроса Алимурадова были установлены мотивы, побудившие его пойти на преступление. Шамиль был обижен на своё руководство за отсутствие продвижения по службе — его не повышали до звания командира экипажа. Он писал на этот счёт многочисленные жалобы в вышестоящие инстанции, но в итоге его 5 раз направляли на обследование к невропатологу и даже кратковременно отстраняли от полётов. 4 марта 1986 года в Харбине состоялся суд, который в соответствии с местным законодательством приговорил Шамиля Алимурадова к 8 годам тюремного заключения. 19 марта 1988 года Алимурадов был условно-досрочно освобожден. Ему удалось устроиться преподавателем русского языка в Харбинский мединститут, затем он преподавал в педагогическом училище и институте иностранных языков в городе Цзямусы на границе с Хабаровским краем. В 1989 году он был экстрадирован в Советский Союз, а 21 июня 1990 года в Якутске уже советский суд осудил угонщика на 5 лет. Сразу после того, как Алимурадов вышел из российской тюрьмы, он женился (его первая жена погибла в автокатастрофе, когда он был в Китае), по состоянию на 2004 год проживал в Москве.
Командир экипажа Вячеслав Абрамян был уволен из авиаотряда. Спустя два года он смог вернуться в профессию. Карьеру лётчика завершил в 1998 году в звании пилота 1-го класса. По данным на 2010 год работал в авиакомпании «Якутия» заместителем генпредставителя в Москве.
Угнанный Ан-24 в январе 1986 года был перегнан в Читу. По другим данным, самолёт был доставлен железнодорожным транспортом в Борзю. После ремонта авиалайнер продолжил эксплуатироваться в Якутском УГА, а с 1993 года в образованной на базе данного УГА авиакомпании «ЯкутАвиаТранс», бортовой номер при этом сменился на RA-47845. В 2000 году лайнер был поставлен на хранение в Якутском аэропорту. По имеющимся данным, к тому времени самолёт совершил в общей сложности 26 200 полётов суммарной продолжительностью 39 380 часов. В 2009 году борт 47845 был разрезан на металлолом.